# Tatra T3R.PV
Tatra T3R.PV je novostavba tramvaje nahrazující vozy Tatra T3, které jsou ve špatném technickém stavu.

## Historie

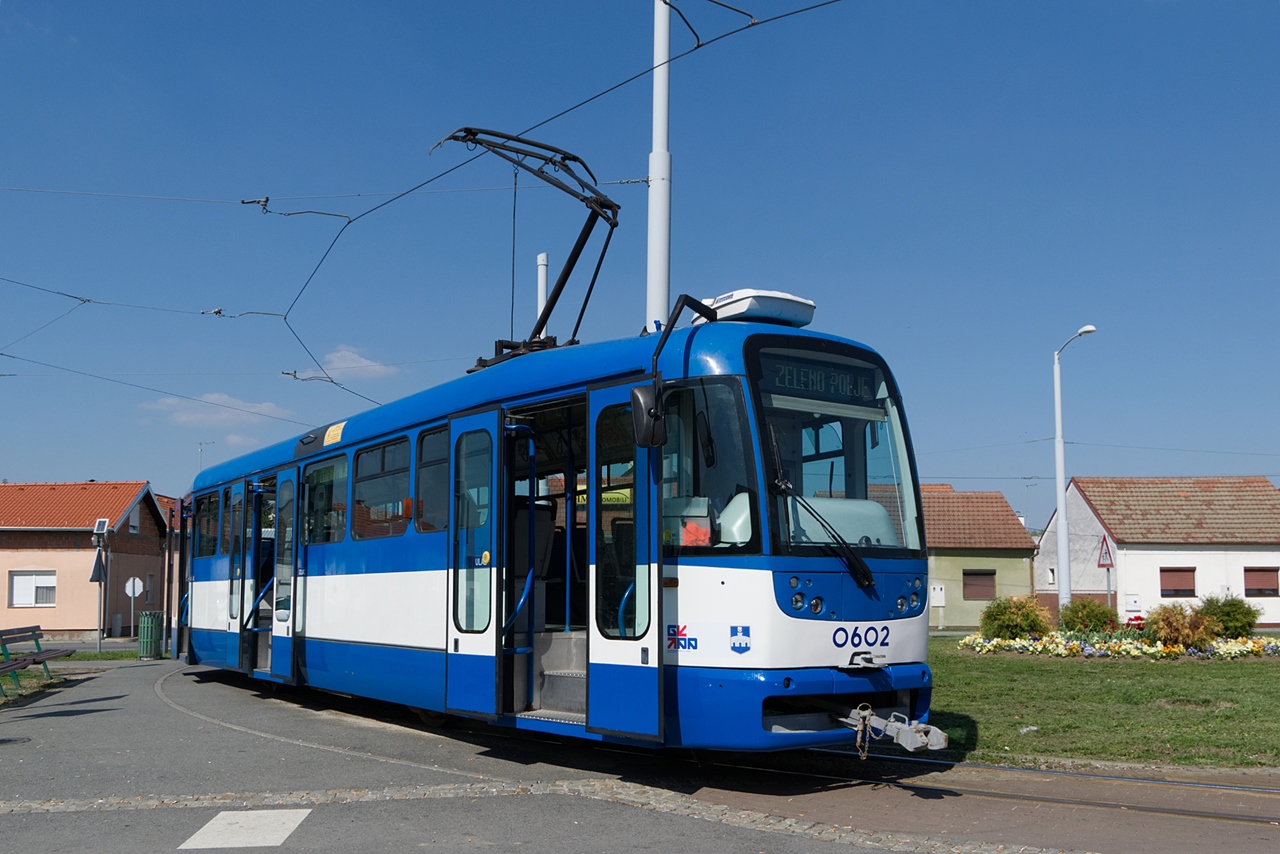
Tramvaj T3R.PV s novým čelem v chorvatském městě Osijek

Některé tramvaje T3 nebylo finančně výhodné modernizovat. A to především z důvodu špatného technického stavu. Proto byla vyvinuta nová vozová skříň VarCB3 (byla použita již na typ Tatra T3R.EV) a typ s touto skříní (a s elektrickou výzbrojí TV Progress) byl označen jako T3R.PV. Prakticky se tedy jedná o novou tramvaj, vozy jsou však vedeny jako modernizované původní tramvaje T3.

## Modernizace
Na novou vozovou skříň lze přichytit různé druhy čel (jak klasická T3, která navrhl František Kardaus – tuto možnost využívají česká a slovenská města –, tak moderní od Ing. arch. Františka Pelikána – dodávky do chorvatského Osijeku a ruského Volgogradu). Interiér i stanoviště řidiče jsou taktéž upravena dle přání odběratele, většinou však podle posledních modernizovaných vozů T3. V Bratislavě a v Praze jezdí vozy T3R.PV s pantografem, v ostatních městech je na vozy osazen polopantograf. Nová elektrická výzbroj je typu TV Progress.

## Dodávky tramvají
Vozy T3R.PV byly vyráběny mezi lety 2003 a 2008 v celkovém počtu 83 kusů.
| Současný stát | Město      | Článek | Typ    | Roky dodávek | Počet vozů | Evidenční čísla při dodání        | Poznámky     | Zdroj |
| ------------- | ---------- | ------ | ------ | ------------ | ---------- | --------------------------------- | ------------ | ----- |
| Česko         | Brno       | článek | T3R.PV | 2003–2006    | 10         | 1517, 1558, 1561, 1603, 1653–1658 |              | [ 1 ] |
| Česko         | Liberec    | článek | T3R.PV | 2003–2008    | 12         | 20, 21, 24–27, 33, 34, 39–41, 78  |              | [ 2 ] |
| Česko         | Plzeň      | článek | T3R.PV | 2004         | 2          | 196, 198                          |              | [ 3 ] |
| Česko         | Praha      | článek | T3R.PV | 2003–2007    | 35         | 8151–8185                         |              | [ 4 ] |
| Chorvatsko    | Osijek     | článek | T3R.PV | 2006–2007    | 17         | 0601–0611, 0712–0717              | čela Pelikán | [ 5 ] |
| Rusko         | Volgograd  | článek | T3R.PV | 2007         | 2          | 2654, 2655                        | čela Pelikán | [ 6 ] |
| Slovensko     | Bratislava | článek | T3R.PV | 2005–2007    | 5          | 7703, 7704, 7706, 7717, 7718      |              | [ 7 ] |